# موهيداس دي جرانديلا
بلدية موهيداس دي جرانديلا (بالإسبانية: Mohedas de Granadilla)‏، هي بلدية تقع في مقاطعة قصرش والتي تقع في منطقة إكستريمادورا، غرب إسبانيا.
يبلغ عدد سكانها 1.105 نسمة وفقاً لإحصائية سنة (2002).